# Мелец
Ме́лец (пол. Mielec)  —  город  в Польше, входит в Подкарпатское воеводство,  Мелецкий повят.  Занимает площадь 47,36 км². Население — 62 954 человека (на 2005 год).

## История
Первые упоминания о местности и парафии под названием "Мелец" содержатся в булле папы Григория IX в 1229 году. 17 марта 1457 Ян Милецкий получил от короля Казимира IV грамоту на основание города под названием "Новый Тарг". По неясным причинам город тогда заложен не был. Сам город был основан его сыновьями Яном и Бернардином Милецкими 18 декабря 1470 года. Первой гильдией в городе была кузнечная, в 1522 году. Затем появились гильдии портных, швейная, гончаров, суконщиков и ткачей. 
Милецкие оставались правителями города до угасания рода в 1771 году. В 1772 году, по первому разделу Польши, город отошёл к Австрии.
После начала второй мировой войны, 9 сентября 1939 года город был оккупирован немцами.
После завершения боевых действий в сентябре 1939 года и немецкой оккупации Польши заводы в Мелеце были переориентированы на выпуск продукции для немцев, особенно важное военное значение из предприятий города для немцев имел авиационный завод (расположенные в городе заводы PZL были включены в состав концерна Хейнкель и выпускали самолёты He-111, а также фюзеляжи для самолётов He-219).
6 августа 1944 года, совместной атакой войск 1-го Украинского фронта РККА и Армии Крайовой, город был снова оккупирован.

## Города-побратимы
- Мукачево, Украина

## Фотографии
- Костёл
- Рынок
- Музей
- Дворец